# Hermann Bek-Gran
Hermann Bek-Gran   (Magúncia, 20 de setembre de 1869 - Nuremberg, 9 de juliol de 1909) va ser un pintor, artista gràfic, tipògraf i professor universitari jueu alemany.
Bek-Gran va néixer a Magúncia, Alemanya, fill de Karl von Beck i Marie Magdalene Auguste Beck (nascuda Grann). Va estudiar a la Kunstgewerbeschule Nürnberg (Escola d'Arts Aplicades, Nuremberg), i posteriorment es va matricular a la Acadèmia de Belles Arts de Múnic a classes de natura el 21 d'octubre de 1889.
Després de la universitat, Bek-Gran va treballar com a artista autònom a Múnic pintant escenes de natura, retrats i fragments de la vida. També va pintar gràfics comercials, cartells i ex libris. El 1902, Bek-Gran va ser membre fundador de Der Bund Zeichnender Künstler a Múnic. Hermann va mantenir l'estatus de convidat al Hagenbund. El 1905, Hermann va ser nomenat professor de dibuix a mà a l'Escola d'Arts Aplicades de Nuremberg. Va crear la font Bek-Gran per a la D. Stempel Type Foundry el 1906.
En la seva vida personal, Hermann es va casar amb Marie Maison, junts van tenir tres fills. Al començament de la seva carrera, Hermann va canviar el seu cognom de Bek a Bek-Gran (de vegades estilitzat Bekgran), afegint el nom de soltera de la seva mare com a guionet. Va morir el 9 de juliol de 1909 a Nuremberg, Alemanya.